# Benny Luke
Benny Luke, né à Los Angeles en Californie le 4 mars 1939 et mort à Puteaux le 13 janvier 2013, est un acteur et danseur afro-américain établi à Paris.
Il est connu pour avoir tenu le rôle de Jacob, domestique de Renato et Albin (qui l’appellent « la bonne »), dans la trilogie des films La Cage aux folles, et d'abord dans la pièce éponyme de Jean Poiret qui en est à l'origine au théâtre. Il a aussi eu un rôle dans le film Spermula.
Comme danseur, il a surtout fait carrière dans les cabarets parisiens.
Il est décédé le 13 janvier 2013 et est incinéré au cimetière du Père-Lachaise le 17 janvier.

## Filmographie
- 1976 : Spermula : Luc
- 1978 : La Cage aux folles : Jacob
- 1980 : La Cage aux folles 2 : Jacob
- 1985 : La Cage aux folles 3 : Jacob